# Shitan
29,934267, 118,670274

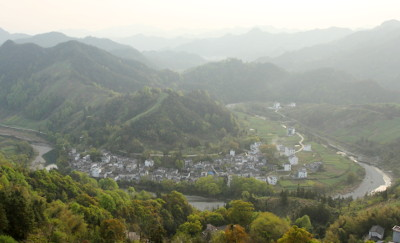
Shitan, site de Xiatai.

Shitan (石潭, pinyin : Shítán) est un ensemble de villages de la province Anhui de l'est de la Chine. Certaines constructions datent des époques Ming et Qing.
Le site est connu comme destination touristique d'intérêt en Chine, notamment pour les photographes,. Les paysages de Shitan sont constitués de villages de style Hui dispersés au sein de montagnes, sur les flancs desquelles sont cultivés le thé et le colza. Des cours d'eau serpentent au milieu de ces montagnes. Les paysages de Shitan sont particulièrement appréciés au printemps lorsque le colza est en fleurs. Le matin une mer de brume baigne souvent les montagnes le long des vallées.